# Catalogus Ninivensis
A Catalogus Ninivensis egy jegyzék, mely több, 1235-ben (egyes források szerint 1234-ben) létező premontrei rendházat sorol fel a mai Magyarország és Erdély területén.

## Keletkezése és leírása
A ninivei premontrei kolostort a 11. században alapították a kelet-flandriai Ninove (korábbi nevein Ninive vagy Neonifus) városa mellett. Egyik szerzetese, hamborni Fredericus 1236 és 1241 között a rend megbízásából bejárta a magyarországi rendtartomány (Circaria Hungariae) területét és listát készített az általa meglátogatott premontrei kolostorokról. A könyv két kötetes, és huszonkét (húsz férfi és két női) rendházat sorol fel.
A könyv középkori latin nyelven íródott; eredetije elveszett, jelenleg egy 15. századi másolatát őrzik a rendház irattárában. 1949-ben Norbert Backmund windbergi premontrei szerzetes dolgozta fel.

## Jelentősége
A Catalogus Ninivensis többek között tartalmazza Brassó első említését: „In Hungaria assignata est paternitas Dyocesis Cumanie: Corona”, vagyis ekkor létezett egy Corona-i (brassói) apácakolostor a kun püspökség területén. Binder Pál szerint a Fekete templom melletti, 1559-ben elhagyott Szent Katalin kolostorról van szó.
Ezenkívül tartalmazza Érábrány, Ócsa, és az azonosítatlan, a tatárjáráskor elpusztult zichi prépostság első említését is. Nagyszebent is megemlíti, Villa Hermani néven.